# 馬拉威湖頰麗鯛
馬拉威湖頰麗鯛（学名：Genyochromis mento）為輻鰭魚綱鱸形目隆頭魚亞目慈鯛科的其中一種，分布於非洲馬拉威湖流域，為特有種，棲息深度2-25公尺，體長可達12.6公分，棲息在岩石底質水域，以魚鰭及魚鱗為食，生活習性不明，可做為觀賞魚。